# Jean-Luc Hudsyn

Bischofswappen von Jean-Luc Hudsyn

Jean-Luc Hudsyn (* 26. Februar 1947 in Uccle) ist ein belgischer römisch-katholischer Geistlicher und emeritierter Weihbischof in Mecheln-Brüssel.

## Leben
Jean-Luc Hudsyn empfing am 24. Juni 1972 die Priesterweihe.
Papst Benedikt XVI. ernannte ihn am 22. Februar 2011 zum Weihbischof in Mecheln-Brüssel und Titularbischof von Apt. Der Erzbischof von Mecheln-Brüssel, André-Joseph Léonard, spendete ihm und den gleichzeitig zu Weihbischöfen ernannten Léon Lemmens und Jean Kockerols am 3. April desselben Jahres die Bischofsweihe; Mitkonsekratoren waren Godfried Kardinal Danneels, Alterzbischof von Mecheln-Brüssel, und Giacinto Berloco, Apostolischer Nuntius in Belgien und Luxemburg. Als Wahlspruch wählte er Ut cognoscant Te.
Am 22. November 2023 nahm Papst Franziskus das altersbedingte Rücktrittsgesuch von Jean-Luc Hudsyn an.